# Шефленц
Шефленц (њем. Schefflenz) општина је у њемачкој савезној држави Баден-Виртемберг. Једно је од 27 општинских средишта округа Некар-Оденвалд. Према процјени из 2010. у општини је живјело 4.227 становника. Посједује регионалну шифру (AGS) 8225115.

## Географски и демографски подаци
Шефленц се налази у савезној држави Баден-Виртемберг у округу Некар-Оденвалд. Општина се налази на надморској висини од 273 метра. Површина општине износи 37,0 km². У самом мјесту је, према процјени из 2010. године, живјело 4.227 становника. Просјечна густина становништва износи 114 становника/km².